# Murašinskij rajon
Il Murašinskij rajon (in russo Мурашинский район?) è un rajon dell'Oblast' di Kirov, nella Russia europea, il cui capoluogo è Muraši. Istituito nel 1929, ricopre una superficie di 3.430 chilometri quadrati.